# System for Award Management
O System for Award Management (SAM ou SAM.gov, em tradução livre, Sistema de Gestão de Aquisições) é um sistema digital de aprovisionamento dos Estados Unidos da América que coleta dados de fornecedores de bem e serviços, valida e armazena esses dados e os dissemina para várias agências governamentais.

## Usuários
Os usuários do SAM incluem os responsáveis por contratações, financiadores, contratantes e o público em geral. Precisam registrar-se no SAM aqueles que se enquadram nas categorias:
- Fornecedores: Aqueles que fazem negócios com o governo federal dos Estados Unidos da América "poderão fazer login em um sistema para gerenciar suas informações como entidade em um registro único, com uma data de expiração, por meio de um processo comercial simplificado. As agências federais poderão procurar em um só lugar por informações de pré-concessão de entidade. Todos terão menos senhas para lembrar e verão os benefícios da reutilização de dados, pois as informações são inseridas no SAM uma vez e reutilizadas em todo o sistema."[1]
- Candidatos a bolsas e editais: "O registo no SAM é um pré-requisito para a submissão bem-sucedida de candidaturas a bolsas e editais."[1]

## História
O Registro Central de Contratantes (Central Contractor Registration, CCR) foi o principal banco de dados de fornecedores do governo federal dos EUA até 30 de julho de 2012.
Em outubro de 1993, o então presidente dos EUA Bill Clinton emitiu um memorando exigindo que o governo promovesse uma reforma dos processos de aquisição. Posteriormente, foi aprovada a Lei Federal de Simplificação de Aquisições, datada de 1994, exigindo o estabelecimento de uma "face única para a indústria". Para conseguir isso, o Departamento de Defesa dos Estados Unidos (Department of Defense, DoD) designou um processo de registro eletrônico centralizado, conhecido como CCR, como o ponto único de entrada de dados para fornecedores que desejam fazer negócios com o DoD. 

### Transição para SAM
Em 24 de julho de 2012, teve início a Fase I da consolidação dos sistemas do governo federal utilizados para contratação do SAM. Naquela data, os usuários não obtiveram mais permissão para inserir novas informações no CCR ou nos outros sistemas semelhantes, para dar tempo suficiente para que seus dados fossem migrados para o SAM. Após 30 de julho de 2012, os usuários que visitam os sites CCR, ORCA ou EPLS são automaticamente redirecionados para SAM.gov.
Em 30 de julho de 2012, o CCR fez a transição para o System for Award Management (SAM), que combina os registros de usuários antigos no CCR, além de outros oito sites e bancos de dados separados que auxiliavam na gestão das aquisições federais. Esta consolidação do SAM foi concebida para "reduzir o fardo daqueles que procuram fazer negócios com o governo". Além de eliminar redundâncias e agilizar processos, o SAM fornece um único help desk para resolver problemas com qualquer uma das bases de dados.

### beta. SAM.gov e DUNS para alteração de UID
Em 2021, o website SAM.gov fundiu-se com beta.SAM.gov passando por um redesenho completo, bem como uma nova experiência do usuário, encerrando o popular site FEDBIZOPPS administrado pelo governo. Além disso, entidades que buscam receber um Código CAGE não precisam mais se registrar para um número DUNS. Em vez disso, as empresas recebem um UID após fornecerem documentação mínima para provar que possuem um negócio.

### Problemas com a transição em 2022
No final de 2022, o Federal Service Desk viu um fluxo de perguntas de help desk de civis devido a instruções pouco claras, atrasos e incapacidade do usuário de atualizar ou registrar um Código CAGE. O SAM.gov começou a fornerec uma extensão automática de 30 dias para qualquer entidade SAM.gov existente que precise ser renovada com uma data de registro entre 29 de abril de 2022 e 28 de abril de 2023. Os códigos CAGE são essenciais para que pequenas empresas recebam subsídios e contratos governamentais.

## Links externos
- «Sítio oficial»